# Grażyna (poème)
Pour les articles homonymes, voir Grażyna.
Grażyna est un poème polonais célèbre écrit par Adam Mickiewicz. Il est probablement la première de ses œuvres remarquables.

## Contexte politico-historique
Après avoir commencé ces études à Nowogrodek, Adam Mickiewicz parvient à Vilnius pour les achever. Là, avec ses compagnons d'élite, ils organisent des associations dont le but est de se préserver de la dissipation et de se préparer, par la science et la vertu, aux occasions que la Providence offrirait sans doute un jour à leur patriotisme.
Il publie deux volumes de poésie. Le second volume comprend Grażyna, un appel à l'union contre l'ennemi commun et une suscitation du patriotisme chez la femme.
Ne pouvant tolérer ces associations, le gouvernement russe procéda à l'incarcération de Mickiewicz le 23 octobre 1823. Un an après, le 24 octobre 1824, il en sort plus fort d'esprit, plus large de cœur et plus confirmé dans son patriotisme, mais se retrouve exilé à Saint-Pétersbourg.

## Résumé
Ce poème narratif est tiré du second tome de Poésie (1823).
Il décrit les exploits d'une cheftaine lituanienne contre les Chevaliers teutoniques.
Pour créer le prénom original Grażyna (« Belle princesse »), Mickiewicz a dérivé l'adjectif lituanien « gražus », qui signifie « belle ».
Selon l'écrivain polonais Christien Ostrowski, les exploits de Grażyna auraient inspiré Émilie Plater, une héroïne militaire de l'Insurrection de novembre 1830.
Adam Mickiewicz s'est inspiré de Byron pour Grażyna et Wallenrod, de Dante pour Les Aïeux, et de Goethe pour Pan Tadeusz.

## Extrait traduit
« Córa na Lidzie możnego dziedzica,
Z cór nadniemeńskich pierwsza krasawica,
Zwana “Grażyną”, czyli “piękną księżną”;
A chociaż wiekiem od młodej jutrzenki
Pod lat niewieścich schodziła południe,
Oboje: dziewki i matrony wdzięki
Na jednym licu zespoliła cudnie.
Powagą zdziwi a świeżością znęca —
Zda się, że lato oglądasz przy wiośnie,
Że kwiat młodego nie stracił rumieńca,
A razem owoc wnet pełni dorośnie. »
« Le prince avait alors pour épouse la fille d'un puissant seigneur de Lida, la première entre les beautés des rives du Niémen. Elle se nommait Grażyna, ce qui signifie : la belle princesse, et, quoique son âge déclinât d'une aube juvénile vers le midi des années féminines, elle unissait merveilleusement sur un même visage le double charme d'une adolescente et d'une matrone. On avait l'impression qu'on contemplait l'été auprès du printemps, que la fleur n'avait pas perdu l'incarnat de la jeunesse et qu'en même temps, le fruit approchait de sa maturité. »